# جون أوليفر (متسابق دراجات نارية)
جون أوليفر (بالإنجليزية: John Oliver)‏ هو متسابق دراجات نارية أسترالي، ولد في 22 يوليو 1987 في بريزبان في أستراليا.

## وصلات خارجية
- الموقع الرسمي